# Перепелица, Андрей
Андрей Перепелица (рум. Andrei Perpeliță, р.12 апреля 1985) — молдавский борец вольного стиля, призёр чемпионатов Европы.

## Биография
Родился в 1985 году. В 2004 году стал бронзовым призёром первенства Европы среди юниоров.
В 2010, 2014 и 2017 годах становился бронзовым призёром чемпионата Европы.